# Rimini Calcio 1981-1982
Questa pagina raccoglie le informazioni riguardanti il Rimini Calcio nelle competizioni ufficiali della stagione 1981-1982.

## Rosa
| N. |                   | Ruolo | Calciatore               |
| -- | ----------------- | ----- | ------------------------ |
|    | Italia (bandiera) | C     | Antonio Baldoni          |
|    | Italia (bandiera) | C     | Franco Bergamaschi       |
|    | Italia (bandiera) | C     | Ciro Bilardi             |
|    | Italia (bandiera) | D     | Mario Buccilli           |
|    | Italia (bandiera) | D     | Giampaolo Ceramicola     |
|    | Italia (bandiera) | A     | Ruggiero Corvasce        |
|    | Italia (bandiera) | D     | Giovanni Deogratias (II) |
|    | Italia (bandiera) | C     | Giuseppe Donatelli       |
|    | Italia (bandiera) | D     | Luciano Favero           |
|    | Italia (bandiera) | D     | Gaetano Manzi            |
|    | Italia (bandiera) | P     | Pietro Martini           |

| N. |                   | Ruolo | Calciatore            |
| -- | ----------------- | ----- | --------------------- |
|    | Italia (bandiera) | C     | Graziano Mazzoni      |
|    | Italia (bandiera) | D     | Corrado Merli         |
|    | Italia (bandiera) | C     | Piergiorgio Negrisolo |
|    | Italia (bandiera) | D     | Roberto Parlanti      |
|    | Italia (bandiera) | P     | Zelico Petrovic       |
|    | Italia (bandiera) | A     | Nello Saltutti        |
|    | Italia (bandiera) | C     | Carlo Sartori         |
|    | Italia (bandiera) | A     | Pasquale Traini       |
|    | Italia (bandiera) | C     | Mauro Valentino       |
|    | Italia (bandiera) | D     | Gabriele Zamagna      |

## Risultati

### Campionato

#### Girone di andata
| 13 settembre 1981 1ª giornata | Rimini | 1 – 1 | Pistoiese |  |

| 20 settembre 1981 2ª giornata | Bari | 1 – 0 | Rimini |  |

| 27 settembre 1981 3ª giornata | Rimini | 1 – 0 | Lazio |  |

| 4 ottobre 1981 4ª giornata | Rimini | 0 – 0 | Cavese |  |

| 11 ottobre 1981 5ª giornata | Pisa | 1 – 1 | Rimini |  |

| 18 ottobre 1981 6ª giornata | Rimini | 3 – 1 | Cremonese |  |

| 25 ottobre 1981 7ª giornata | Sambenedettese | 3 – 0 | Rimini |  |

| 1º novembre 1981 8ª giornata | Rimini | 3 – 1 | Lecce |  |

| 8 novembre 1981 9ª giornata | Varese | 1 – 1 | Rimini |  |

| 15 novembre 1981 10ª giornata | Palermo | 4 – 1 | Rimini |  |

| 22 novembre 1981 11ª giornata | Rimini | 1 – 2 | Foggia |  |

| 29 novembre 1981 12ª giornata | Rimini | 2 – 1 | Perugia |  |

| 6 dicembre 1981 13ª giornata | Verona | 3 – 1 | Rimini |  |

| 13 dicembre 1981 14ª giornata | Rimini | 2 – 2 | SPAL |  |

| 20 dicembre 1981 15ª giornata | Reggiana | 1 – 0 | Rimini |  |

| 3 gennaio 1982 16ª giornata | Rimini | 2 – 0 | Pescara |  |

| 10 gennaio 1982 17ª giornata | Brescia | 1 – 0 | Rimini |  |

| 17 gennaio 1982 18ª giornata | Rimini | 0 – 0 | Sampdoria |  |

| 24 gennaio 1982 19ª giornata | Catania | 1 – 1 | Rimini |  |

#### Girone di ritorno
| 7 febbraio 1982 20ª giornata | Pistoiese | 2 – 1 | Rimini |  |

| 14 febbraio 1982 21ª giornata | Rimini | 0 – 2 | Bari |  |

| 21 febbraio 1982 22ª giornata | Lazio | 1 – 2 | Rimini |  |

| 28 febbraio 1982 23ª giornata | Cavese | 2 – 0 | Rimini |  |

| 7 marzo 1982 24ª giornata | Rimini | 2 – 2 | Pisa |  |

| 14 marzo 1982 25ª giornata | Cremonese | 3 – 1 | Rimini |  |

| 21 marzo 1982 26ª giornata | Rimini | 1 – 1 | Sambenedettese |  |

| 28 marzo 1982 27ª giornata | Lecce | 2 – 2 | Rimini |  |

| 4 aprile 1982 28ª giornata | Rimini | 1 – 0 | Varese |  |

| 11 aprile 1982 29ª giornata | Rimini | 0 – 2 | Palermo |  |

| 18 aprile 1982 30ª giornata | Foggia | 0 – 0 | Rimini |  |

| 25 aprile 1982 31ª giornata | Perugia | 1 – 0 | Rimini |  |

| 2 maggio 1982 32ª giornata | Rimini | 1 – 0 | Verona |  |

| 9 maggio 1982 33ª giornata | SPAL | 0 – 0 | Rimini |  |

| 16 maggio 1982 34ª giornata | Rimini | 1 – 1 | Reggiana |  |

| 23 maggio 1982 35ª giornata | Pescara | 2 – 4 | Rimini |  |

| 30 maggio 1982 36ª giornata | Rimini | 1 – 0 | Brescia |  |

| 6 giugno 1982 37ª giornata | Sampdoria | 0 – 0 | Rimini |  |

| 13 giugno 1982 38ª giornata | Rimini | 2 – 0 | Catania |  |